# لوئیجی بوسکو
لوئیجی بوسکو (انگلیسی: Luigi Bosco; ۲۰ مارس ۱۹۲۲ – ۱۳ اکتبر ۲۰۰۶) بازیکن فوتبال اهل ایتالیا بود.
از باشگاه‌هایی که در آن بازی کرده‌است می‌توان به باشگاه فوتبال یوونتوس، باشگاه فوتبال کومو، و باشگاه فوتبال کاتانیا اشاره کرد.